# Yezoceryx corporalis
Yezoceryx corporalis är en stekelart som beskrevs av Wang 1982. Yezoceryx corporalis ingår i släktet Yezoceryx och familjen brokparasitsteklar. Inga underarter finns listade i Catalogue of Life.